# Blandine Gravina

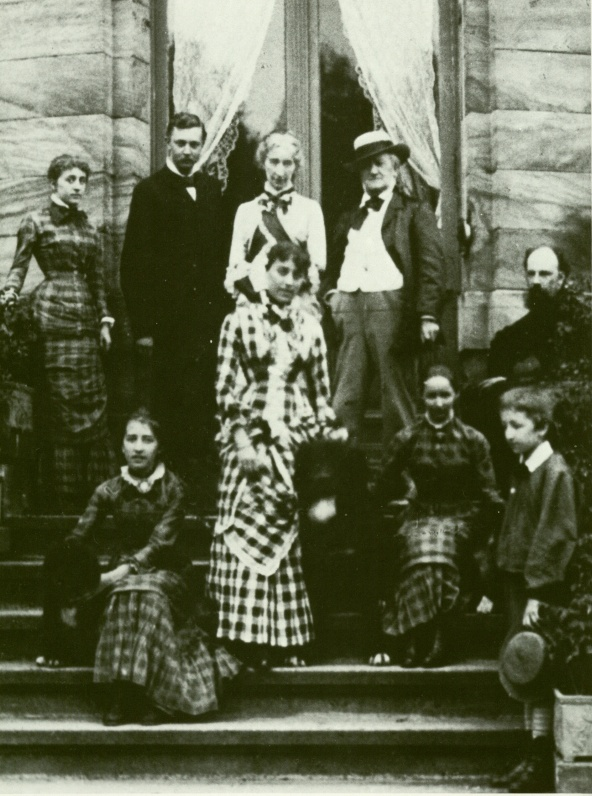
Richard Wagners familj, augusti 1881
uppifrån från vänster: Blandine, Heinrich von Stein (Siegfrieds lärare), Cosima, Richard, konstnären Paul von Joukowsky nederst: Isolde, Daniela, Eva, Siegfried

Blandine Elisabeth Veronica Theresia Gravina, född 20 mars 1863 i Berlin, död 4 december 1941 i Florens, var dotter till Cosima Wagner och Hans von Bülow och barnbarn till Franz Liszt.

## Biografi
Efter moderns skilsmässa och giftermålet med Richard Wagner utbildades Blandine och hennes syster Daniela på internatskolor, bland annat vid Luisenstift i Niederlößnitz.
År 1882 gifte hon sig med greve Biagio Gravina, andre son till prins di Ramacca av Palermo. Eftersom det inte var maken, utan hans bror som fick marken och titeln, och makens position som officer i den italienska flottan blev kortvarig, var familjens ekonomiska situation dålig.
I äktenskapet föddes 4 barn:
- Manfredi Gravina, född 14 juni 1883 i Palermo, död 19 september 1932, var en italiensk sjöofficer, diplomat och högkommissarie i Danzig (1929–1932)
- Maria Cosima Gravina, född 1886 i Palermo, död 1929, hennes andre make Egas von Wengen, gav ut Marie d'Agoults memoarer
- Gilberto Gravina, född 1890 i Palermo, död 1972 i Bayreuth, var en amerikansk dirigent och flöjtist, anställd vid Festspelen i Bayreuth, begravd i sin moster Daniela Thodes grav
- Guido Gravina, född 1896 i Palermo, död 1933

Biagio Gravina sköt sig själv 1897 i en djup depression och Blandine flyttade till Florens. År 1926 inledde Blandine försoningen mellan familjerna Nietzsche och Wagner, som hade splittrats av Friedrich Nietzsches sista verk "Nietzsche contra Wagner". År 1933 blev hon hedersmedborgare i staden Bayreuth. Hon försökte medla i familjetvister på 1930-talet i frågor som gällde föreställningarna vid Festspelen i Bayreuth. Hon dog 1941 i Florens, där hon är begravd.
Blandine Gravinas sicilianska år och hennes äktenskap med Biagio är ämnet för romanen Der Himmel über Palermo av Constanze Neumann, som publicerades 2017.